# Fischer Aladár
Fischer Aladár (Sümeg, 1872. július 26. – Budapest, 1950. december 5.) sebészorvos, egyetemi tanár.

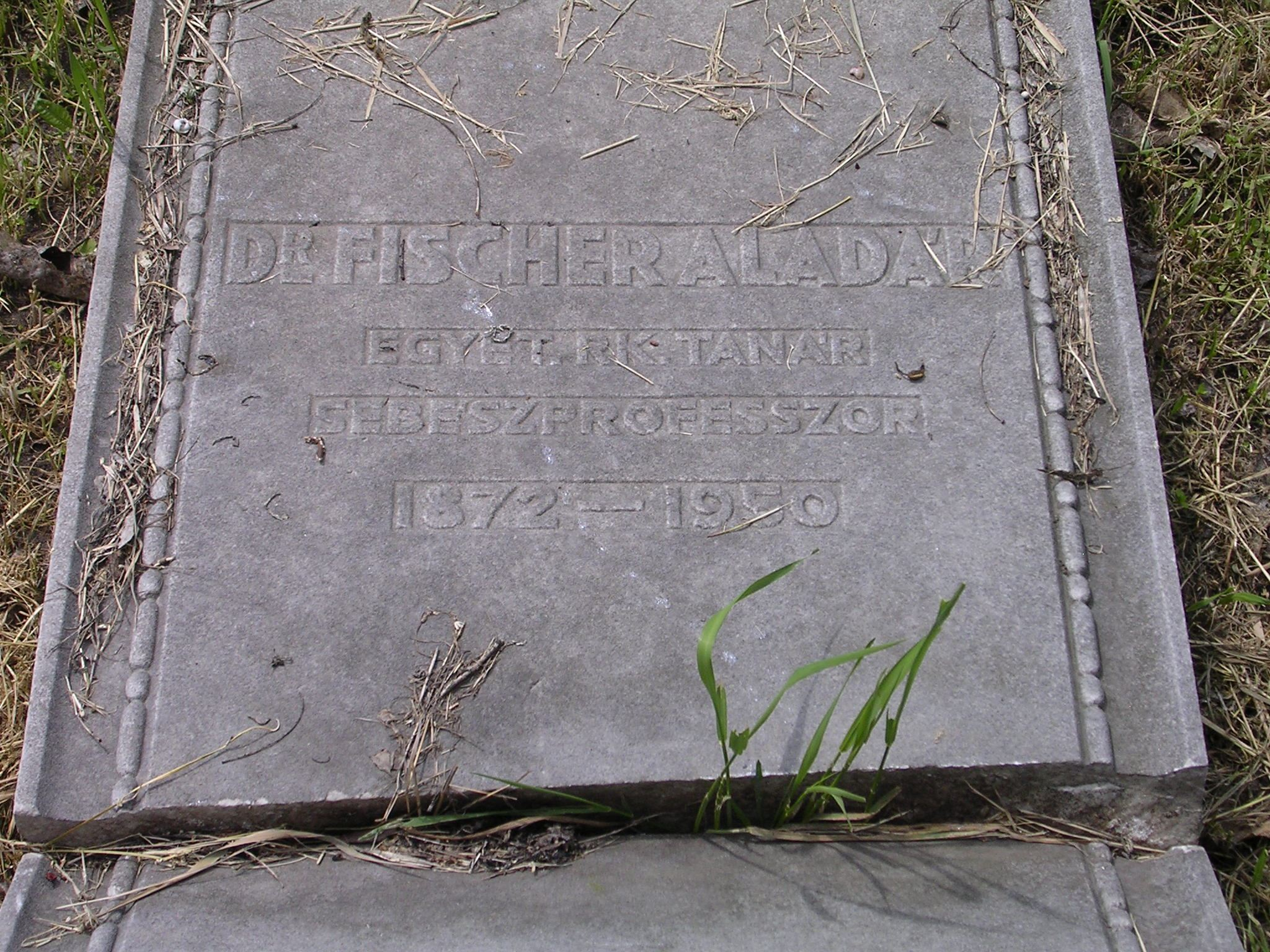
Sírja a Fiumei úti sírkertben (33-2-40)

## Élete
Apja Fischer Ignác (1845–1910) körorvos, a sümegi izraelita hitközség elnöke, anyja Steiner Karolina. Tanulmányait a Budapesti Tudományegyetem orvosi karán végezte, ahol 1895-ben szerzett oklevelet. Ezt követően a II. számú Sebészeti Klinika gyakornoka, majd a Szent Rókus Kórház Sebészeti Osztályának alorvosa lett. 1911 és 1930 között a Bródy Adél Kórház sebész főorvosaként dolgozott. Az első világháború idején egy Budapesten felállított hadikórháznál szolgált. 1915-ben ezredorvossá léptették elő. 1916-ban a sebészeti megbetegedések a gyermekkorban tárgykörben magántanári képesítést szerzett. 1930 és 1941 között a Pesti Izraelita Hitközség Szabolcs utcai Kórházának sebészeti osztályán működött osztályvezető főorvosként. 1930-tól címzetes rendkívüli egyetemi tanár. 1941-ben nyugalomba vonult. Több tanulmánya jelent meg a Gyógyászat című szakfolyóiratban. Gyermekkori jó- és rosszindulatú daganatok sebészeti megoldásaival foglalkozott, a hazai gyermeksebészet egyik megteremtőjének tartják.
Sírja a Fiumei úti sírkertben található.
Felesége Redlich Stefánia (1884–1936) volt, Redlich Dávid és Spitzer Borbála lánya, akivel 1907. március 23-án Budapesten kötött házasságot.

## Főbb művei
- Adatok a nyelvrák operálásához (Sümeg, 1903)
- Az oesophagus sebészetéről (Budapest, 1924)
- A rák sebészi therápiájának mai állása (Budapest, 1927)

## Díjai, elismerései
- Signum Laudis
- Koronás Arany Érdemkereszt (1918)
- Vöröskereszt II. osztályú Díszjelvénye hadiékítménnyel